# 墨西哥
墨西哥合众国（西班牙語：Estados Unidos Mexicanos），通稱墨西哥（西班牙語：México），是北美洲的一个联邦共和制主权国家，北部與美国接壤，南侧和西侧滨临太平洋，东南侧为伯利兹、危地马拉和加勒比海，东部则为墨西哥湾。其领土面积达近180万平方公里，为美洲面积第五大国家和世界面积第十三大国家。其总人口数超过1.28亿，为世界第十人口大国，西班牙语世界第一人口大国及拉丁美洲第二人口大国。墨西哥为联邦国家，包含32个州；其首都和最大城市墨西哥城亦为一州。
前哥伦布时期的墨西哥为诸多先进的中部美洲文明发源地，如奥尔梅克、托尔特克、特奥蒂瓦坎、萨波特克、玛雅和阿兹特克等。1521年，西班牙帝国以墨西哥-特诺奇提特兰为基点征服并殖民了这一地区，并将之建制为新西班牙总督辖区。1821年，在墨西哥独立战争之后，这一辖区宣布独立并受承认为墨西哥。独立后的墨西哥经历了一段动荡期，经济和政治均不稳定。美墨战争（1846–48）后，墨西哥被迫将北部的一半以上领土割让给美国。19世纪，墨西哥经历了糕点战争、法墨战争、内战、两个帝国以及三十余年的独裁等历史时期。于1910年开始的墨西哥革命推翻了独裁统治，并最终促成了1917年宪法的订立和现行政治体制的建立。
墨西哥的名义国内生产总值为世界第十五大，国际生产总值（购买力平价）为世界第十一大。墨西哥经济与其北美自由贸易协议（NAFTA）贸易伙伴紧密相关，尤其是美国。1994年，墨西哥成为经济合作与发展组织的首个拉丁美洲成员国。世界银行将其归为中高收入国家，分析人士亦称其为一新兴工业化国家。估计至2050年，墨西哥将成为全球第五或第七大经济体。该国被认为是一地域大国和中等强国，并时常被认为是一新兴强国。墨西哥文化历史遗产丰富，拥有美洲数量第一多和世界第七多的联合国教科文组织世界遗产。2015年，为世界访客数量第十的国家，国际来访人次达2910万。墨西哥为联合国、世界贸易组织、G20峰会和团结谋共识成员国，2014年起成為法语圈国际组织观察员。

## 历史

### 前哥伦布时代
墨西哥是多个美洲文明的发源地，曾孕育玛雅、托尔特克和阿兹特克等文明，后者更是发展出前哥伦布时代北美洲最大的国家阿兹特克帝国。16世纪初西班牙人埃尔南·科爾蒂斯侵略墨西哥，于1521年击溃了当地的阿兹特克人，墨西哥从此遭西班牙殖民，成为新西班牙的一部分。

### 西班牙殖民时代
西班牙人的到来对本土印第安人而言是一场灾难，因为西班牙人从旧大陆带来了天花、麻疹等疾病，加上大量印第安人被强迫在矿场、种植园里高强度劳动，因此印第安人人口锐减。但在殖民过程中，墨西哥的人口结构出现变动，除了印第安人，白人移民后代（土生白人）也逐渐增加，而印第安人的大量死亡导致劳力稀缺，西班牙人遂大量购买黑奴，黑人人口也逐渐增加，随着人口融合，也出现了大量混血人口。
西班牙人开始殖民时仅控制了韦拉克鲁斯（也是欧洲人在墨西哥最早建立的城市）和墨西哥城（原阿兹特克帝国首都特诺奇蒂特兰）等中部地区，后来靠军事扩张、武装殖民和传教等方式逐渐控制了今天墨西哥全境和美国从德克萨斯到旧金山一带的土地。

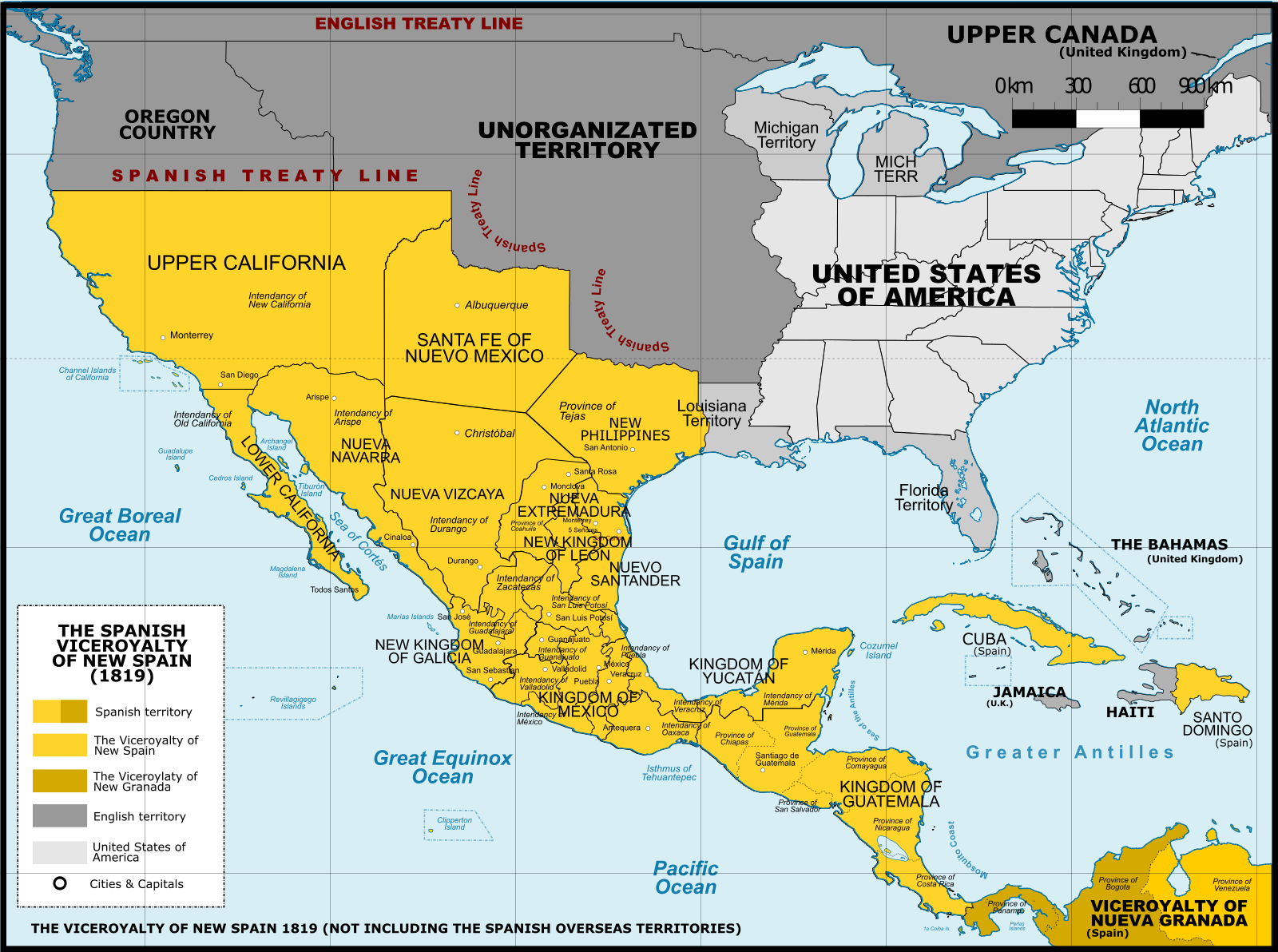
1819年《亚当斯-奥尼斯条约》后的新西班牙（不包括太平洋岛屿领土）

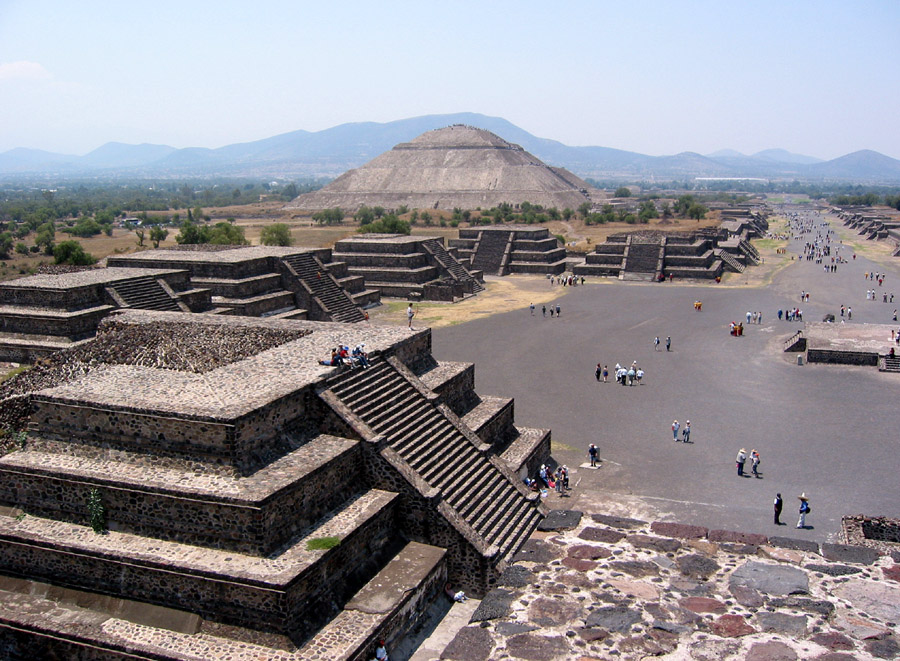
前哥伦布时代古城特奥蒂瓦坎遗址

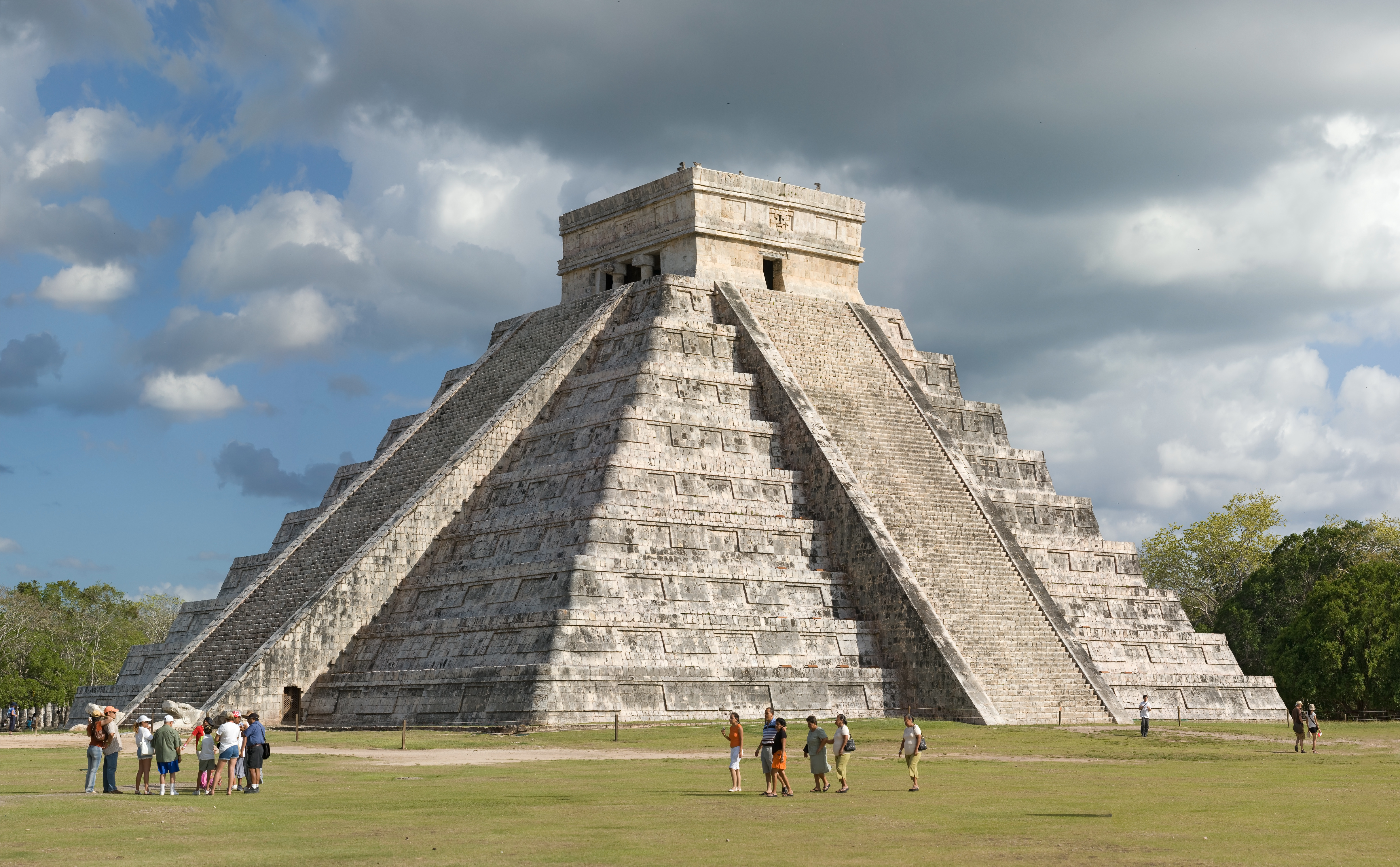
前哥伦布时代古城奇琴伊察遗址

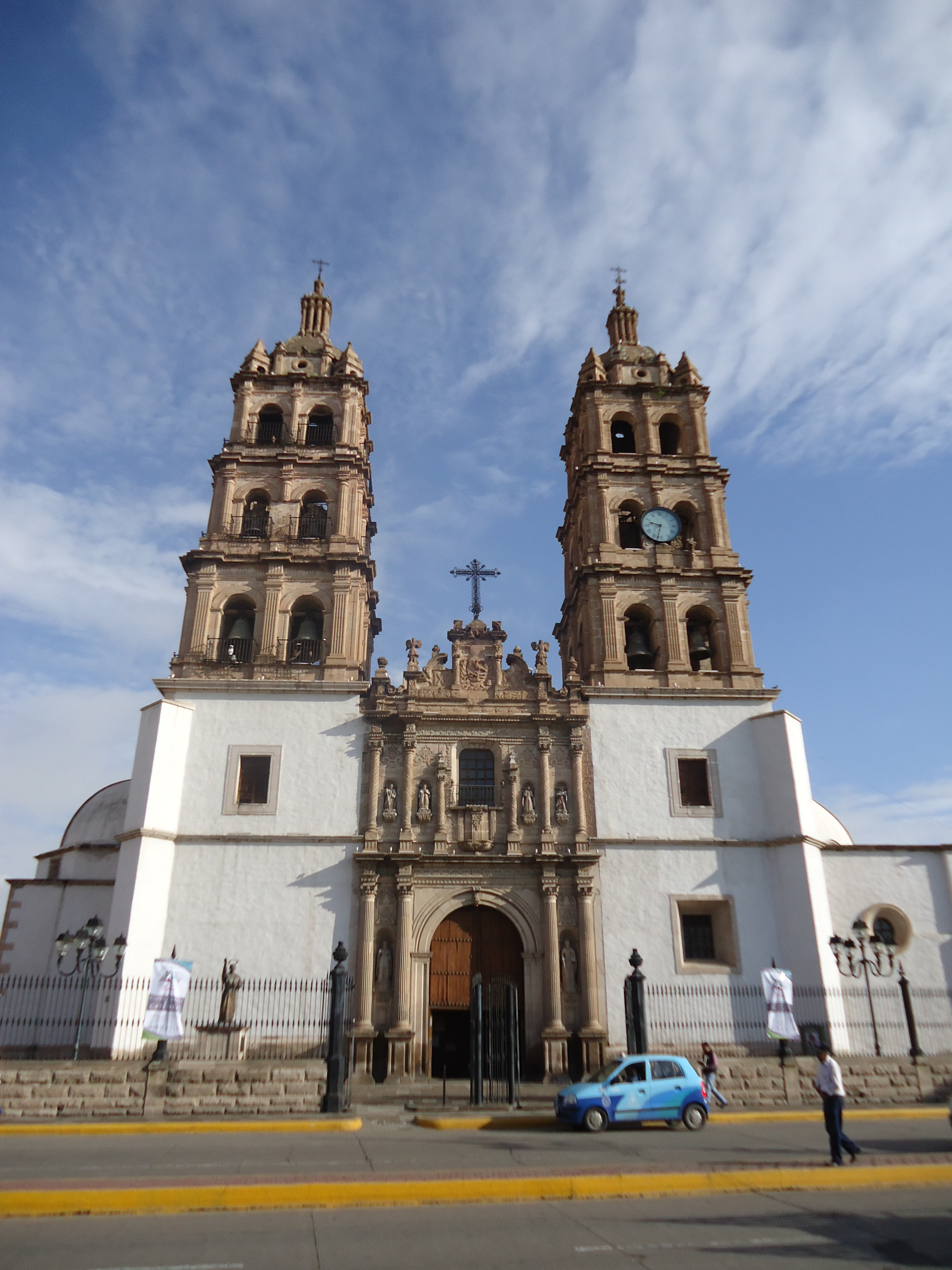
圣母无原罪杜兰戈大教堂

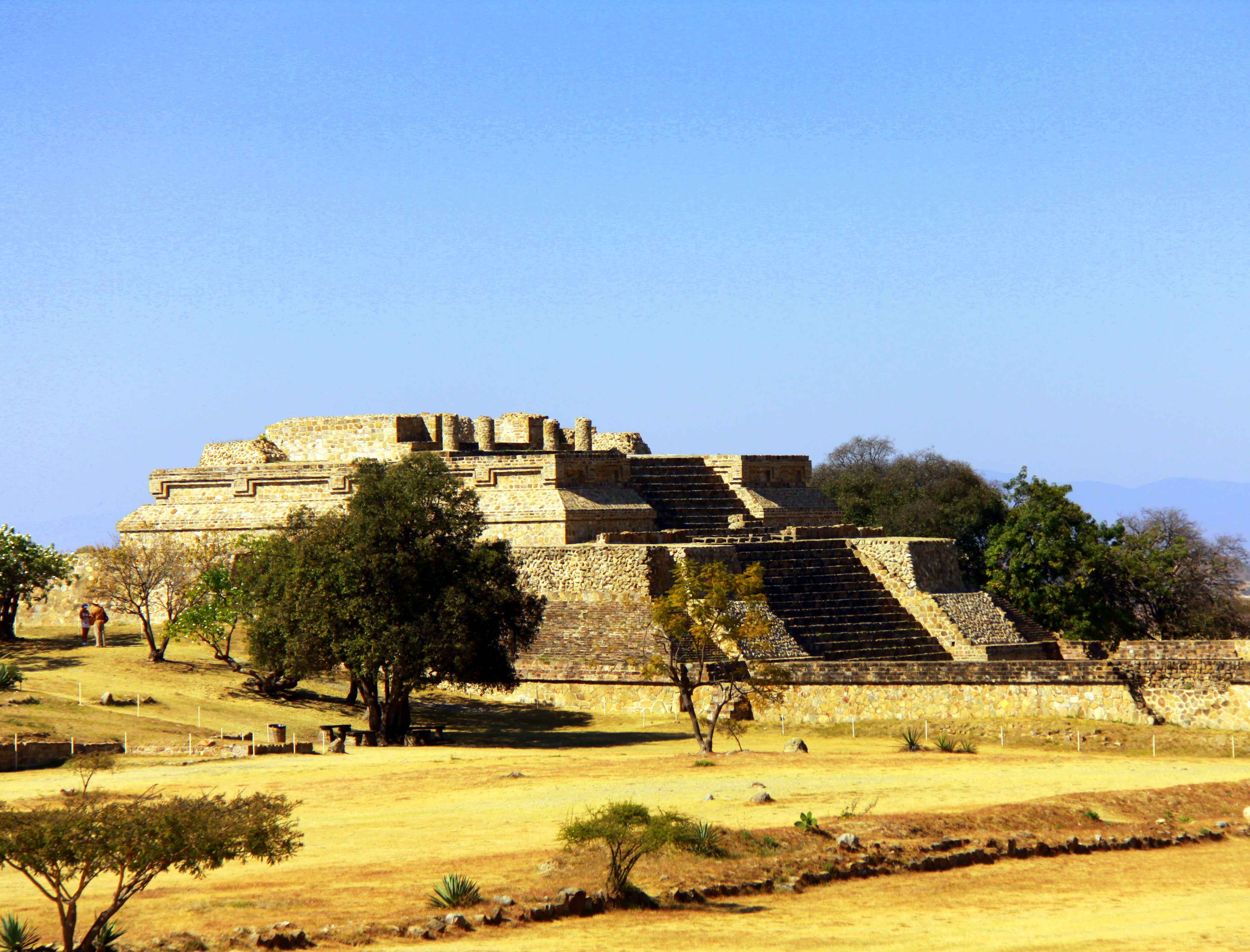
前哥伦布时代古城阿尔班山遗址

### 独立后的动荡期
1810年，墨西哥宣布独立，并在1821年墨西哥独立战争后建立了墨西哥第一帝國。1823年，帝国被军事政变推翻，墨西哥合眾國则在1824年建立起来。出于对君主制不满，尤卡坦起初宣布独立而没有加入墨西哥帝国，后来由于墨西哥转变为联邦共和国，尤卡坦于1823年加入了墨西哥。
19世纪初期，由于缺少人口开垦边境土地，墨西哥政府曾大力招揽各国移民，其中大量美国人移民到了离美国最近的墨西哥领土德克萨斯。这些美国人大多来自于美国南方各蓄奴州（比如亚拉巴马州、路易斯安那州和密西西比州等），因此也带来了奴隶制。起初奴隶制在墨西哥乃至整个美洲大陆都是合法的，在1807年英国废除奴隶制后，墨西哥在1830年代决定跟进，包括试图废除美国移民占多数的德克萨斯的奴隶制并解放已有的奴隶，导致美国移民开始反抗并引发了1835年德克萨斯独立战争。这种反抗得到了美国政府的支持，大量美国南方蓄奴州的民兵和武器涌入导致墨西哥政府军处于劣势。1836年，由于墨西哥总统安东尼奥·洛佩斯·德·桑塔·安纳将军亲征德克萨斯时被俘，墨西哥被迫签署《贝拉斯科条约》承认了德克萨斯的独立。德克薩斯宣佈脫離墨西哥獨立后建立德克薩斯共和國并试图加入美国，但由于美国的废奴派担心德州并入后会加强蓄奴州的势力而反对，合并未能成功。
1838年，墨西哥与法国爆发糕点战争，也称第一次法墨战争，这场战争起源于墨西哥一家法国糕点店和法国侨民对墨西哥政府的索赔要求，该糕点店和法国侨民称其在1832年墨西哥的骚乱中遭政府军攻击并蒙受了损失。墨西哥独立之初国内局势不稳定，这类情况经常发生，但法国就此要求墨西哥赔款，墨西哥不从导致法国派军队入侵，法军封锁了墨西哥东部沿海并攻占了韦拉克鲁斯，最终在英国的斡旋下于1839年3月停战并签署了和平协定，墨西哥被迫同意向法国侨民支付60万比索的赔偿款（约是糕点店索赔要求的10倍）。但墨西哥未能支付这一款项，导致1860年代法国再次入侵墨西哥的第二次法墨战争。
由于联邦主义派和集权主义派的争斗，加上德克萨斯独立的刺激，1841年尤卡坦宣布独立，但墨西哥政府忙于内乱和与美国的战争，无暇顾及尤卡坦。直到1853年尤卡坦才永久加入墨西哥联邦。
美国移民除了进入德克萨斯外，在1840年代还被加利福尼亚的黄金吸引，从而引发了淘金潮。大量美国人口导致加利福尼亚也出现独立的要求，美国支持这一要求并与墨西哥发生冲突。1845年，德克萨斯加入美国的请求被美国国会批准，墨西哥拒绝承认德克萨斯的独立和美国购买该地的要求，导致美国于1846年入侵墨西哥，史称美墨战争。
1848年在美墨戰爭戰敗後，墨西哥被迫把北部大片的土地售予美国（面積相當於美国現今西南方的七個州份：加利福尼亚、内华达、犹他、亚利桑那、新墨西哥、科罗拉多西部、俄克拉荷马西部和早先加入的德克萨斯州）。1853年，美国修建横断大陆铁路南线，要求墨西哥将今天亚利桑那南部的一片土地转让给美国，史称加茲登購地，墨西哥被迫同意美国以1000万美元购买该地，又使其失去7萬多平方公里的土地。
1860年代，墨西哥再次被法国军事占领，建立傀儡政權墨西哥第二帝國。在总统胡阿雷斯的领导下，法国侵略者被赶走。胡阿雷斯由1858年至1872年執政，他去世後，政權即被波菲里奥·迪亚斯把持。经过波菲里奥·迪亚斯長達35年的獨裁統治後，墨西哥革命終於在1910年爆发。革命武装击败了联邦军队，但却隨即发生内鬥，让墨西哥陷入长达十年的内战。

### 现代时期
1929年，內戰结束后，墨西哥革命制度党获得了政权，成為執政党并统治墨西哥。
1960年代开始，墨西哥逐渐成为向美国走私毒品的中转地，但此时墨西哥并不大量生产毒品，毒品主要来自于哥伦比亚。但随着化学毒品的出现和毒枭的兴起，墨西哥的毒品生产迅速发展，并成为美国毒品的主要来源国之一。这导致了墨西哥国内治安的严重恶化，并严重拖累了经济发展。
1994年，墨西哥加入了北美自由贸易协定，成为北美自由贸易区的成员。
2000年，反对党墨西哥国家行动党和绿色生态党组成的“变革联盟”总统候选人比森特·福克斯·克萨达参加竞选，并在2000年7月举行的大选中当选总统，同年12月1日就职，任期6年。这是革命制度党从1929年开始执政71年后，反对党总统候选人第一次胜选，实现了自1929年后第一次和平的政黨輪替，因此成为墨西哥历史上具有重要意义的一次选举。
2006年7月2日，墨西哥总统和议会选举开始投票。9月5日，墨西哥联邦选举法院正式宣布，国家行动党总统候选人费利佩·卡尔德龙·伊诺霍萨在总统选举中获胜，当选墨西哥总统，国家行动党延續其執政地位。
2012年7月1日，反對黨革命制度黨总统候选人恩里克·佩尼亚·涅托参加总统选举。他的竞选纲领以“变革”为核心内容——要向外国开放墨西哥国家石油公司垄断的石油业，增加税收并改革劳动力市场，加上他年轻俊朗的形象，使他的民意支持度一直领先于其他三位总统候选人。最终以38.21%的得票率赢得总统选举，第二次和平實現政黨輪替，革命制度黨歷經12年在野後再次執政。专业人士分析称，涉毒暴力和社会不平等将是涅托上台后面临的两大难题。

## 政治
在1917年墨西哥憲法之下，合众国是一个联邦制共和国，实行总统制，代议民主制。聯邦的權力分为三個獨立的部分：行政、立法與司法。
墨西哥总统是国家元首和政府首脑，也是墨西哥军队的总司令。总统还任命内阁和其他官员。总统负责执行和执行法律，并有权否决法案。
從1997年開始，隨著反對黨獲得首次重要勝利，國會的影響力越來越强。在一些經濟與財政領域，總統也通過頒布行政命令的方式來立法，但必須受到國會的監督。總統由公民普選產生，任期6年，不得連任。墨西哥不設副總統，當總統被彈劾或無法行使職權時，由國會選舉一名臨時總統。
國會實行兩院制，包括了參議院（Cámara de Senadores）與眾議院（Cámara de Diputados），国会负责制定联邦法律，宣战，征税，批准国家预算和国际条约，并进行外交任命。參議員任期6年，眾議員則為3年。參議院128個席位由不分區議員和分區直選議員組成。在眾議院的500個席次中，300個席位來由單一代表選區直選產生，其餘200個席位從5個大選區中按比例代表制產生。這200個席次是為了幫助較小的黨派進入國會。
政府司法部门的最高机关是最高法院，即墨西哥國家最高法院，有11名法官经参议院批准后由总统任命。最高法院负责解释具有联邦管辖权的法律和判例。其他司法机构包括联邦选举法庭、合议庭、单一制和地区法庭以及联邦司法委员会。理论上，司法机构独立于行政部门，但洛佩斯·奥夫拉多尔总统采取行动，重新集中总统的权力，破坏了一些机构的独立性。在拉低法官薪水的司法领域，他拒绝独立任命司法部长。
主要政黨為國家復興運動、革命制度黨和國家行動黨。

## 軍事

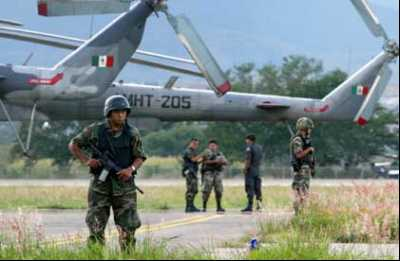
墨西哥海军参与禁毒行动

墨西哥军队在20年代之前的墨西哥长期扮演重要作用，主要原因是政局动荡使得军队成为了稳定文官政府的决定性因素，久而久之其逐渐变为一支凌驾于国家的力量。在长达十年的墨西哥革命中，联邦军队的彻底失败又使它重新得到了政府掌控。
墨西哥武装部队由墨西哥国防秘书处管理。有两个分支：墨西哥陆军（包括墨西哥空军）和墨西哥海军。公共安全和公民保护秘书处管辖国民警卫队，国民警卫队于2019年由解散的联邦警察和陆军和海军宪兵组成。人数各不相同，但截至目前，约有223000名武装部队人员（陆军160000人；空军8000人；海军55000人，包括约20000名海军陆战队）；约100000名国民警卫队（2021年）。政府在军事上的支出在GDP中所占比例很小，分别为GDP的0.7%（2021年）和GDP的0.6%（2020年）。
从历史上看，墨西哥在国际冲突中一直保持中立，第二次世界大战除外。然而近年来，一些政党提出宪法修正案，允许墨西哥陆军、空军或海军在维和任务中与联合国合作，或向正式提出要求的国家提供军事援助。

## 行政區劃
全国分为32个州（estados）。
因繪圖空間有限，部分州名在地圖上僅以縮寫表示，右方表格括號註記該縮寫。
| 州                     | 首府             | 州                 | 首府             |
| ---------------------- | ---------------- | ------------------ | ---------------- |
| 阿瓜斯卡連特斯州（AG） | 阿瓜斯卡连特斯   | 莫雷洛斯州（MO）   | 庫埃納瓦卡       |
| 下加利福尼亞州         | 墨西卡利         | 納亞里特州         | 特皮克           |
| 南下加利福尼亞州       | 拉巴斯           | 新萊昂州           | 蒙特雷           |
| 坎佩切州               | 坎佩切           | 瓦哈卡州           | 瓦哈卡           |
| 恰帕斯州               | 图斯特拉古铁雷斯 | 普埃布拉州         | 普埃布拉         |
| 契瓦瓦州               | 奇瓦瓦市         | 克雷塔羅州         | 克雷塔罗         |
| 科阿韋拉州             | 萨尔蒂约         | 金塔納羅奧州       | 切图马尔         |
| 科利馬州               | 科利马           | 聖路易斯波托西州   | 圣路易斯波托西市 |
| 杜蘭戈州               | 杜兰戈           | 錫那羅亞州         | 库利亚坎         |
| 瓜納華托州             | 瓜纳华托         | 索諾拉州           | 埃莫西约         |
| 格雷羅州               | 奇爾潘辛戈       | 塔巴斯科州         | 比亚埃尔莫萨     |
| 伊達爾戈州（HD）       | 帕丘卡           | 塔毛利帕斯州       | 維多利亞城       |
| 哈利斯科州             | 瓜达拉哈拉       | 特拉斯卡拉州（TL） | 特拉斯卡拉城     |
| 墨西哥州（EM）         | 托卢卡           | 維拉克魯茲州       | 哈拉帕           |
| 墨西哥城               | 墨西哥城         | 猶加敦州           | 梅里達           |
| 米卻肯州               | 莫雷利亚         | 薩卡特卡斯州       | 萨卡特卡斯       |

## 地理

墨西哥的地形圖

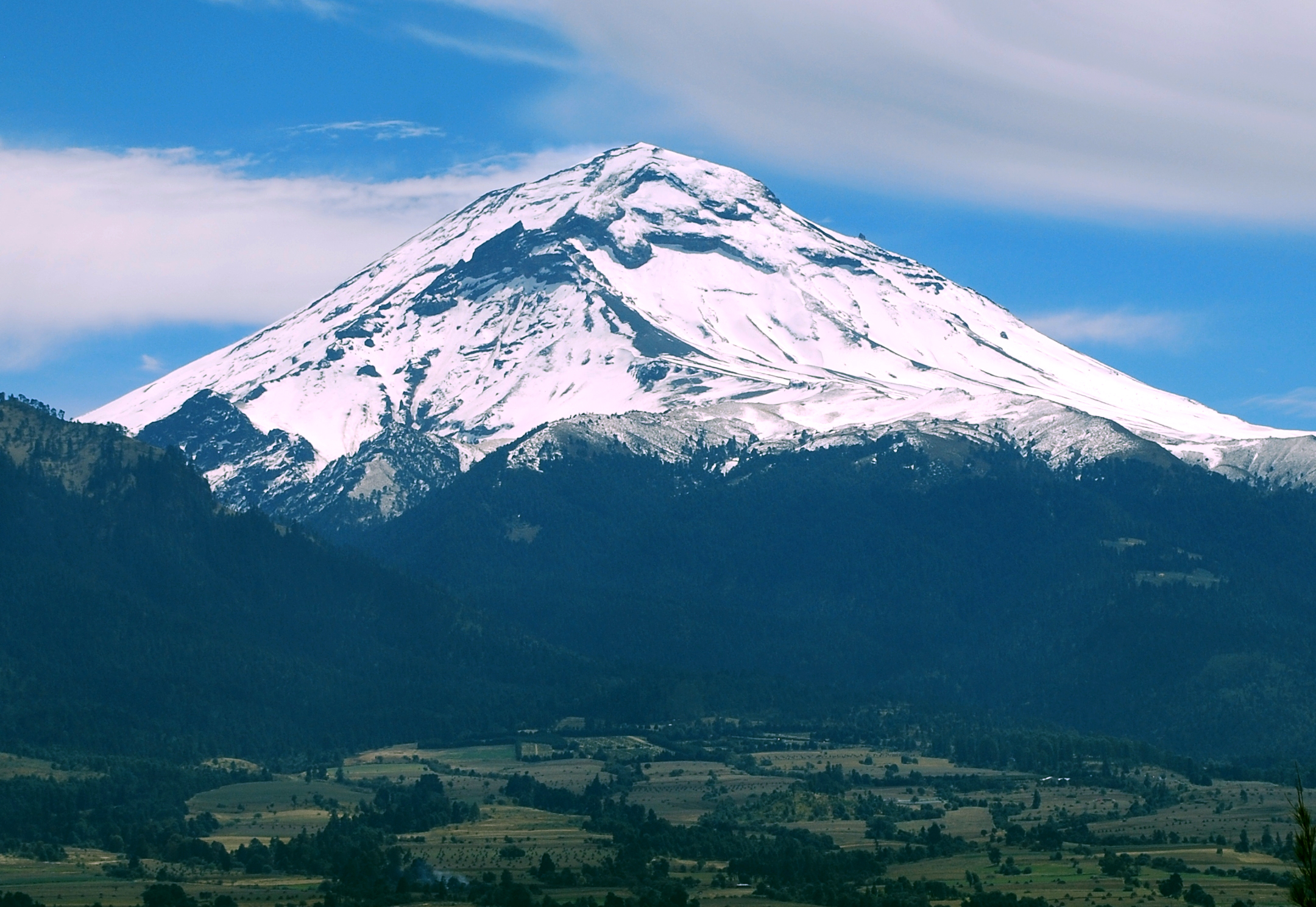
墨西哥中部地区常常有降雪

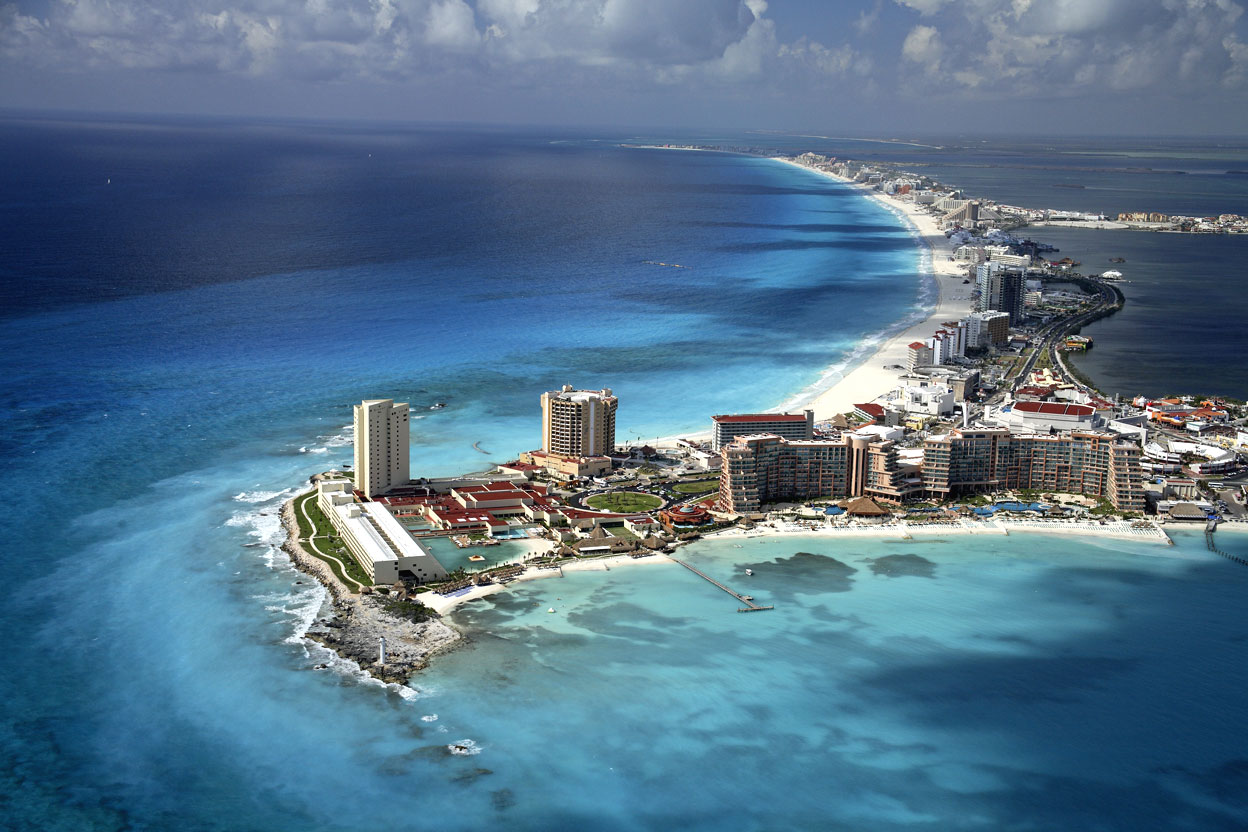
墨西哥的海滩和海岸久负盛名，是热门的旅游目的地

墨西哥西临太平洋，东傍墨西哥湾与加勒比海，通向大西洋，位於北緯14~33度及西經86~119度間。沿海地区是海岸平原，而中部则是多山的高原，还包含许多火山。西部囊括狭长的下加利福尼亚半岛，把太平洋与加利福尼亚湾分隔开，东南部为地势平坦的尤卡坦半岛。墨西哥最高点为奥里萨巴山，海拔5700米，馬德雷山脈則是墨西哥的主要山脈。墨西哥大部分位於北美洲板塊，而下加利福尼亚半岛則位於太平洋及科科斯板块，地理上，有部分地理學家認為特万特佩克地峡以東的部分（約佔墨西哥總面積的12%）屬中美洲；惟就地緣政治上而言，墨西哥與美國及加拿大同屬北美洲。
墨西哥气候多样，北部是热带沙漠气候，南部则为热带雨林气候。墨西哥的主要河流有布拉沃河、巴尔萨斯河和亚基河。
墨西哥盛產仙人掌，並以其作為國花。

## 经济

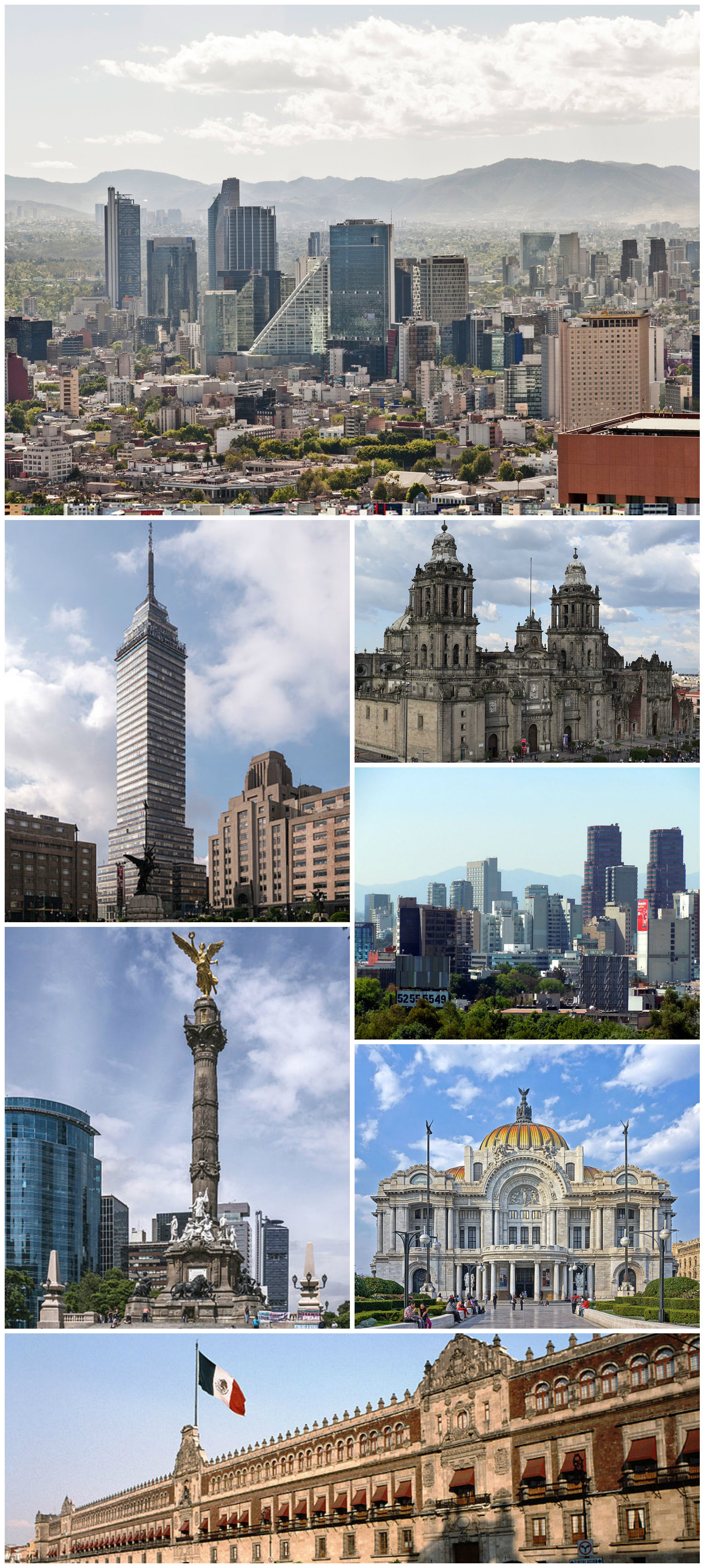
從頂部順時針：改革大道、墨西哥城大都會大教堂、波朗科、艺术宫、國家宫、獨立紀念柱和拉丁美洲塔

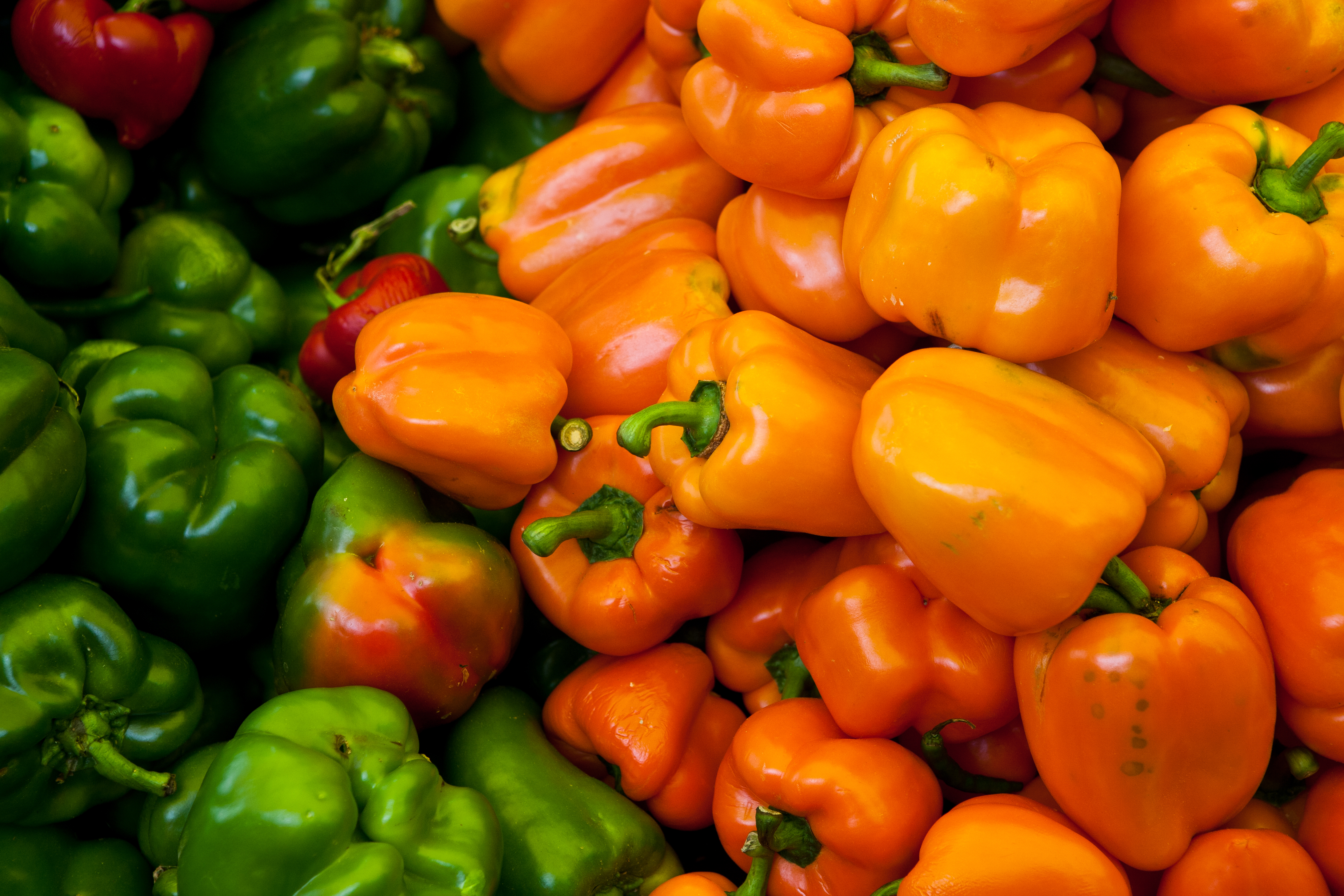
墨國生產的青椒

墨西哥拥有现代化的工业与农业，私有经济比重也在逐渐增加，90年代末期後墨西哥鐵路局解體為民營化。国有企业从1982年的1千多家减少到1999年的不到200家。政府推行经济私有化，并鼓励在海港、铁路、通讯、电力、天然气以及机场服务方面的竞争。
農業仍是大多數墨西哥人的經濟支柱。檸檬、青椒、白玉米、鱷梨（牛油果）、芭樂（番石榴）、豆類、甘蔗為主要作物大宗。其中鱷梨一般銷往美國。
1994年北美自由贸易区正式建立后，墨西哥与世界最大的经济国美国的贸易和投资往来增加很快，极大地促进了墨西哥之后的经济发展和国民收入提高。由於接近美國的消費市場，讓許多外商將產品最後階段，安排在墨西哥做總成組裝，比如汽車。但主要零部件，仍是從亞洲廠進口。
强劲的出口帮助墨西哥渡过了1995年的经济危机，并在1996至1999年期间开始经济复苏。私人消费成为带动经济发展的主要力量，而就业也随之增加，生活水平提高。同时墨西哥依然需要克服一些经济结构问题，如人均收入不平衡，全国最富裕的20%人口获得全国55%的总收入等，以及嚴重的毒品問題和122名的清廉印象指數 。
1986年墨西哥加入关贸总协定，开始了由内向型发展模式向外向型发展模式的转变。此后墨政府大力推行调整、改革、私有化、对外开放的措施，使得1995年前墨经济连续多年保持中低速增长，国际储备和外资不断增加，通货膨胀降至1位数，财政扭亏为盈，负债率达正常值，进出口大幅度增加；但另一方面，也形成了进口过多，主要依赖外国短期资本来平衡过高的经济项目赤字的局面。1994年1月1日，墨正式加入北美自由贸易区，同年12月墨由于执政党内部矛盾激化、政局动荡，致使外商信心动摇，纷纷撤资，而导致货币大幅贬值，爆发金融危机。1996年塞迪略政府在美国和国际金融机构的大量紧急援助支持下，采取了严肃财政纪律，整顿金融体制，进一步调整经济结构和实施中长期经济发展计划等措施，使墨经济渡过了紧急状态阶段。金融市场持续好转，利率逐步下调，货币市场稳定，公共财政实现平衡并出现盈余，外贸大幅增加，国际收支根本改善，外债偿还顺利，外汇储备明显增加。

## 人口
在欧洲人口暴增的19世纪，墨西哥的人口甚至没能翻上一番。 这种趋势在20世纪的前二十年一直持续。1921年的人口普查报告称在这段时间内国家大约减少了100万居民。 墨西哥革命（约 1910-1920 年）极大地影响了人口增长。 在1930年代和1980年代之间，增长率急剧上升，当时该国的增长率超过3%（1950年至1980年）。墨西哥人口在20年内翻了一番，根据墨西哥国家地理和统计研究所的估计，到2022年人口会增至129,150,971。截至2017年，墨西哥拥有1.235亿居民，预期寿命从36岁（1895 年）增加到72岁（2000 年），是世界上人口最多的西班牙语国家，也是拉丁美洲第二人口大国，仅次于巴西。全国大约60%的人口为印欧混血，30%是印第安人后裔，9%是欧洲后裔。
印第安人已经广泛接受了西方文化，来自瓦哈卡州的印第安土著部落、多数队员赤足参赛的球队以六赛全胜的成绩获得了2013年10月在阿根廷举办的国际小型篮球节的冠军。

## 文化

### 宗教
| 墨西哥宗教（2020人口調查） | 墨西哥宗教（2020人口調查） | 墨西哥宗教（2020人口調查） | 墨西哥宗教（2020人口調查） | 墨西哥宗教（2020人口調查） |
| -------------------------- | -------------------------- | -------------------------- | -------------------------- | -------------------------- |
|                            |                            |                            |                            |                            |
| 天主教                     | 天主教                     |                            | 77.8%                      | 77.8%                      |
| 新教                       | 新教                       |                            | 11.2%                      | 11.2%                      |
| 其他宗教                   | 其他宗教                   |                            | 0.2%                       | 0.2%                       |
| 沒有宗教信仰               | 沒有宗教信仰               |                            | 8.1%                       | 8.1%                       |
| 未指明                     | 未指明                     |                            | 2.5%                       | 2.5%                       |

根據2020年的人口普查結果，基督教為主要宗教，其中天主教為最大基督教教派，佔77.8%，而11.2%屬於新教。8.1%宣稱沒有宗教；2.5%不詳。
墨西哥是世界第二大天主教國家，有約九千萬名天主教基督徒，僅次於巴西。其中47%出席每週教會彌撒。每年12月12日，墨西哥的主保聖人——瓜達盧佩聖母——的節日是該國最重要的宗教節日。

### 体育
足球是墨西哥第一大运动，墨西哥国家足球队为世界一支强队，培养了豪爾赫·坎波斯，庫奧特莫克·白蘭高，烏戈·桑切斯，拉菲爾·馬基斯，路易斯·埃尔南德斯，哈维尔·埃尔南德斯父子等世界知名球星。自1930年至今共16次入选决赛周，1970年及1986年作为主场阵地时候更入选八强，中北美洲及加勒比海足球錦標賽方面，他们夺得冠军乃中北美洲之最，跟哥斯达黎加国家足球队并列。
墨西哥足球超級聯賽被譽為美洲水平最佳的聯賽之一，綜合實力排名一直排列世界前15名。在北美任何職業體育聯盟中排名第三，僅次於國家橄欖球聯盟和美國職業棒球大聯盟。Sportingintelligence於2017年1月初發表一份世界各大俱樂部統計報告，記錄不同聯賽與及俱樂部的數據。而於2015/2016賽季最多人入場聯賽的統計中，墨超聯賽是全球現場觀戰人數第4高的聯賽，以場均上座率高達26,151人次入場，為歐洲以外入場人數最多的足球聯賽。
棒球也是墨西哥盛行的運動，在該國設有職業棒球聯賽「墨西哥棒球聯盟」（Liga Mexicana de Béisbol），共有19隊分為南北兩區進行例行賽，競技的水準與美國職棒小聯盟3A等級相當，亦有不少小聯盟及其他棒球聯盟的各國球員在墨西哥聯盟出賽。
墨西哥赛车也非常有名，罗德里格斯兄弟赛道會舉辦一級方程式墨西哥大獎賽。

### 节庆
| 日期          | 中文名         | 当地名                          | 备注                                                        |
| ------------- | -------------- | ------------------------------- | ----------------------------------------------------------- |
| 1月1日        | 新年日         | Año Nuevo                       | 公曆新年                                                    |
| 2月5日        | 立憲日         | Día de la Constitución Mexicana | 1917年墨西哥立憲會議通過憲法                                |
| 2月24日       | 國旗日         | Día de la Bandera               | 國旗日                                                      |
| 3月21日       | 胡阿雷斯誕辰   | Natalicio de Benito Juárez      | 墨西哥愛國者胡阿雷斯（Benito Juárez）誕辰，同時也是立春之意 |
| 4月6日        | 聖週五         | Viernes Santo                   | 耶穌受難日，從當年3月1日起算第40日之當週週五                |
| 5月1日        | 勞動節         | Día del Trabajo                 | 勞動節                                                      |
| 5月5日        | 五月五日節     | La Batalla de Puebla            | 1862年击溃法国的纪念日 地方:普埃布拉                        |
| 9月16日       | 墨西哥独立战争 | Grito de Dolores                | 1810年从西班牙独立出来                                      |
| 11月2日       | 亡灵节         | Día de Muertos                  | 西班牙語                                                    |
| 11月20日      | 革命日         | Día de la Revolución Mexicana   | 紀念1816年在西班牙的統治下獲得獨立                          |
| 12月12日      | 瓜達露佩聖母   | Día de la Virgen de Guadalupe   | 瓜達露佩聖母                                                |
| 12月16日—24日 | 拉斯波萨达斯   | Las Posadas                     | 纪念寻找耶稣出生场所的圣母玛利亚和圣若瑟                    |
| 12月25日      | 聖誕節         | Navidad                         | 耶穌誕生日                                                  |

### 饮食
- 墨西哥卷饼——墨西哥最出名的食物
- 墨西哥薄饼——在墨西哥北部大部分人吃面粉饼，而且其他地方主要是玉米饼，都为主食
- 墨西哥玉米片——由玉米、蔬菜油、糖、鹽和水做成的小片楔形墨西哥薄餅

## 图集

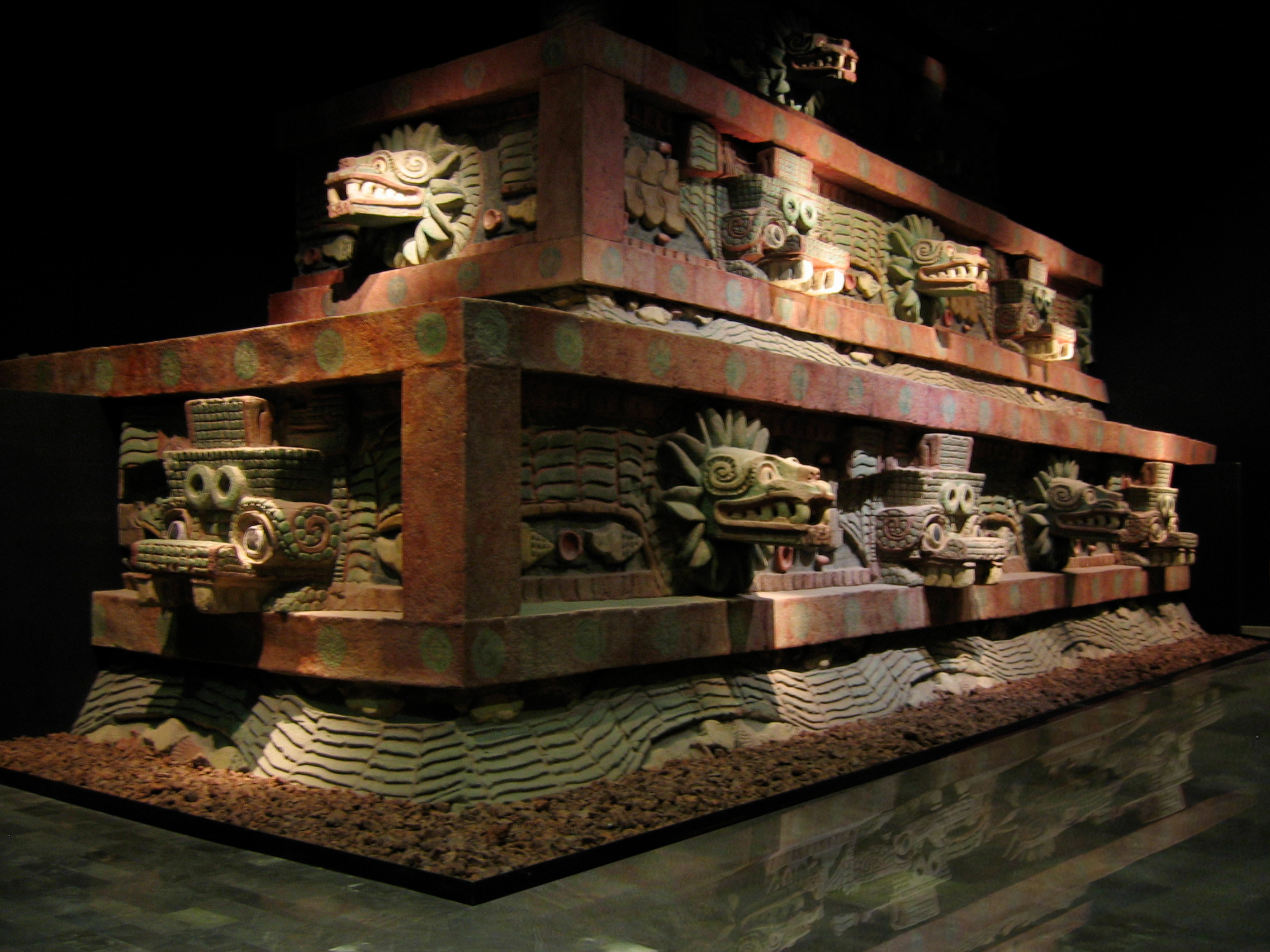
特奧蒂瓦坎的一个神庙，一个典型的墨西哥的美洲印第安人古典建筑。古代墨西哥人惯用金、玉、黑色磨光花岗岩、红色油漆等材料。
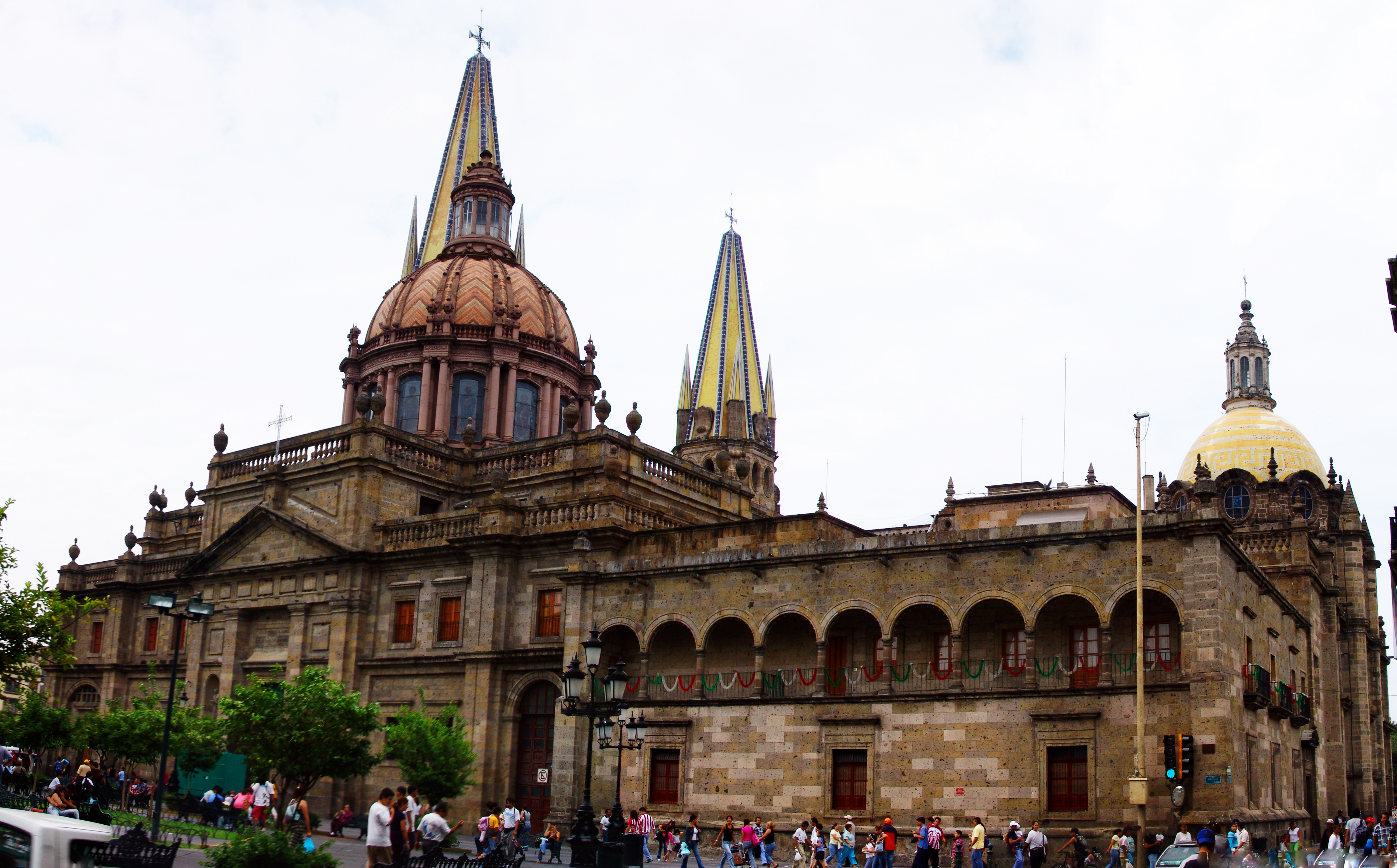
瓜达拉哈拉的一个天主堂。建于殖民地时代。
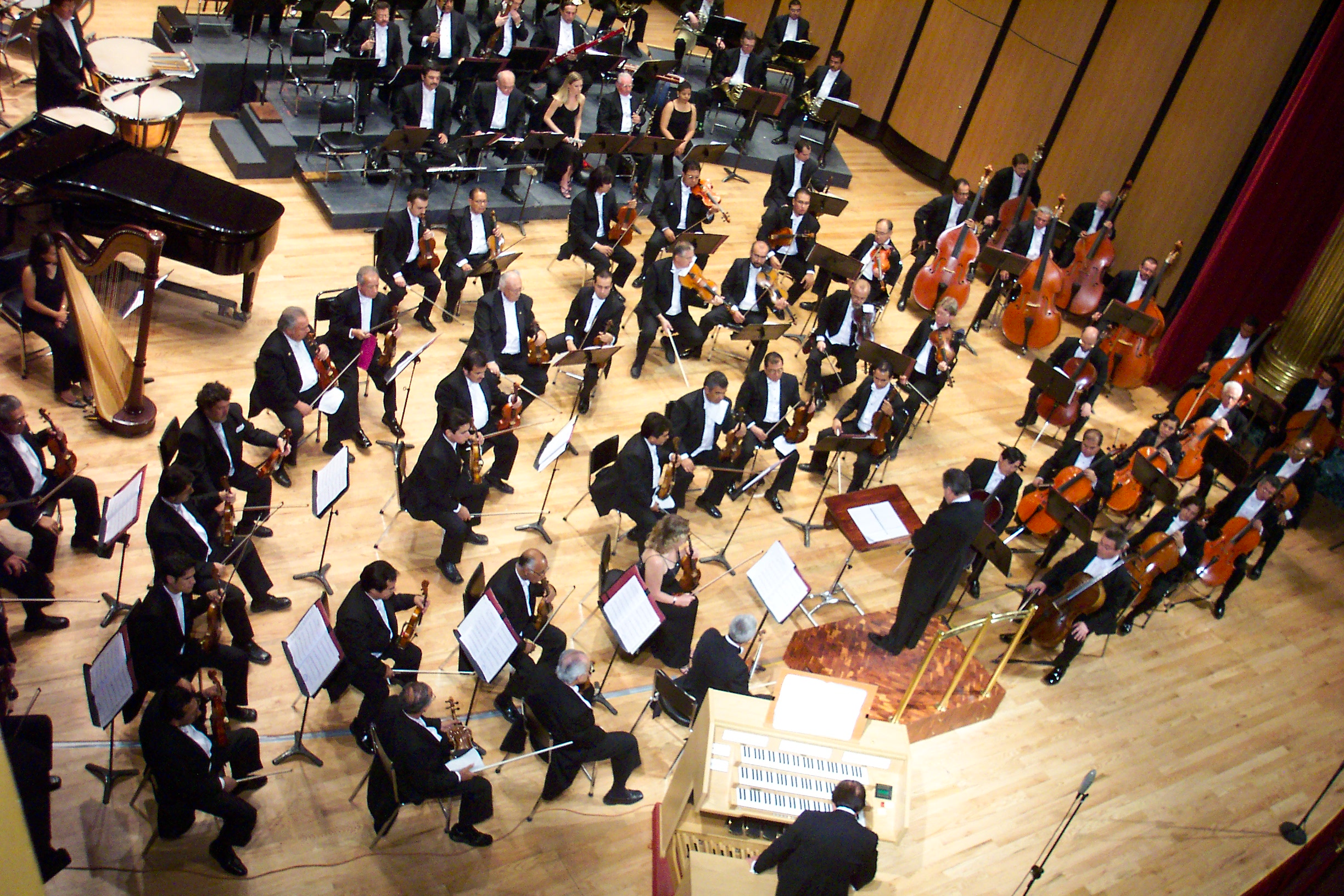
墨西哥的一个交响乐团
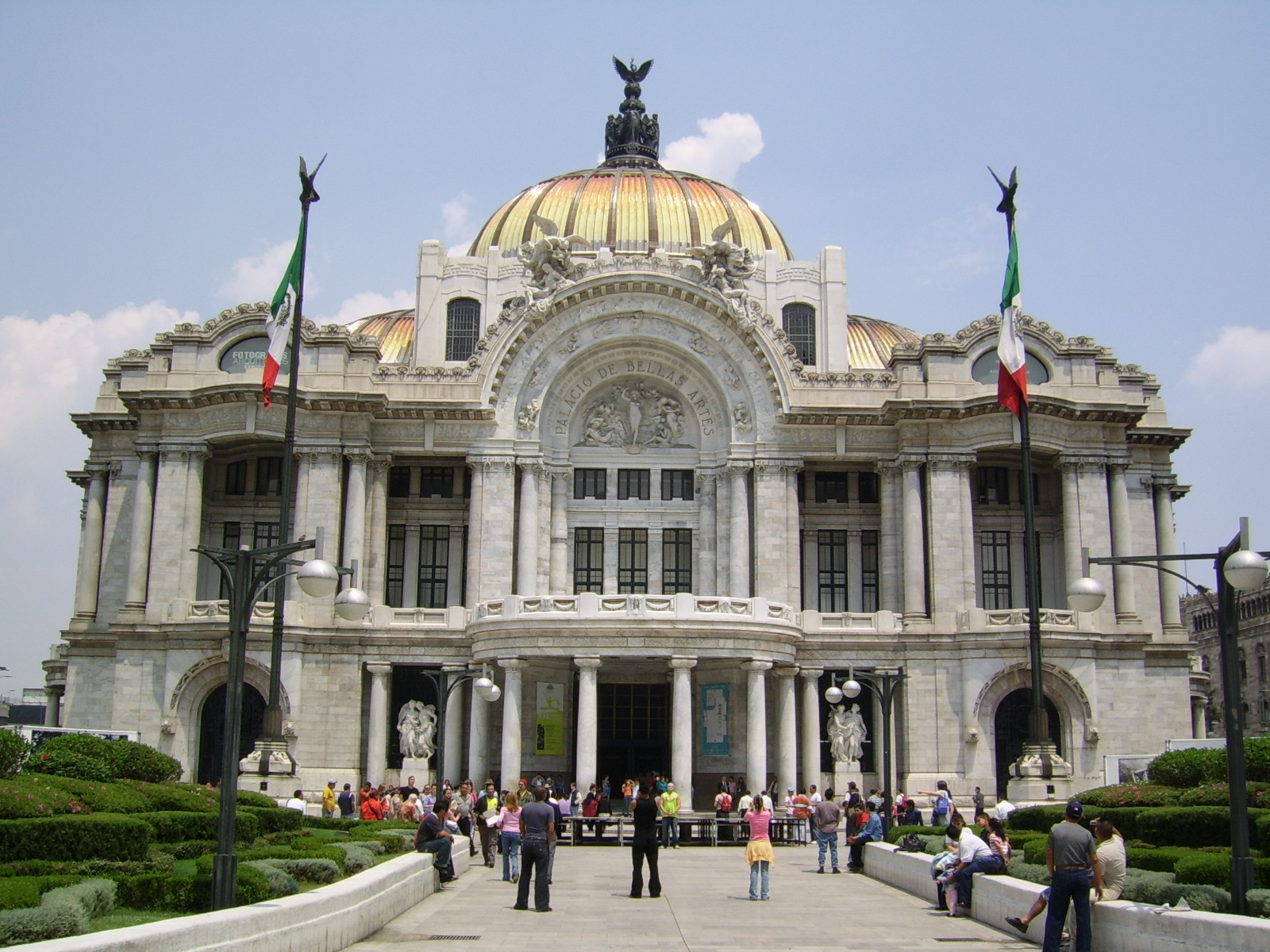
墨西哥城的墨西哥美术馆
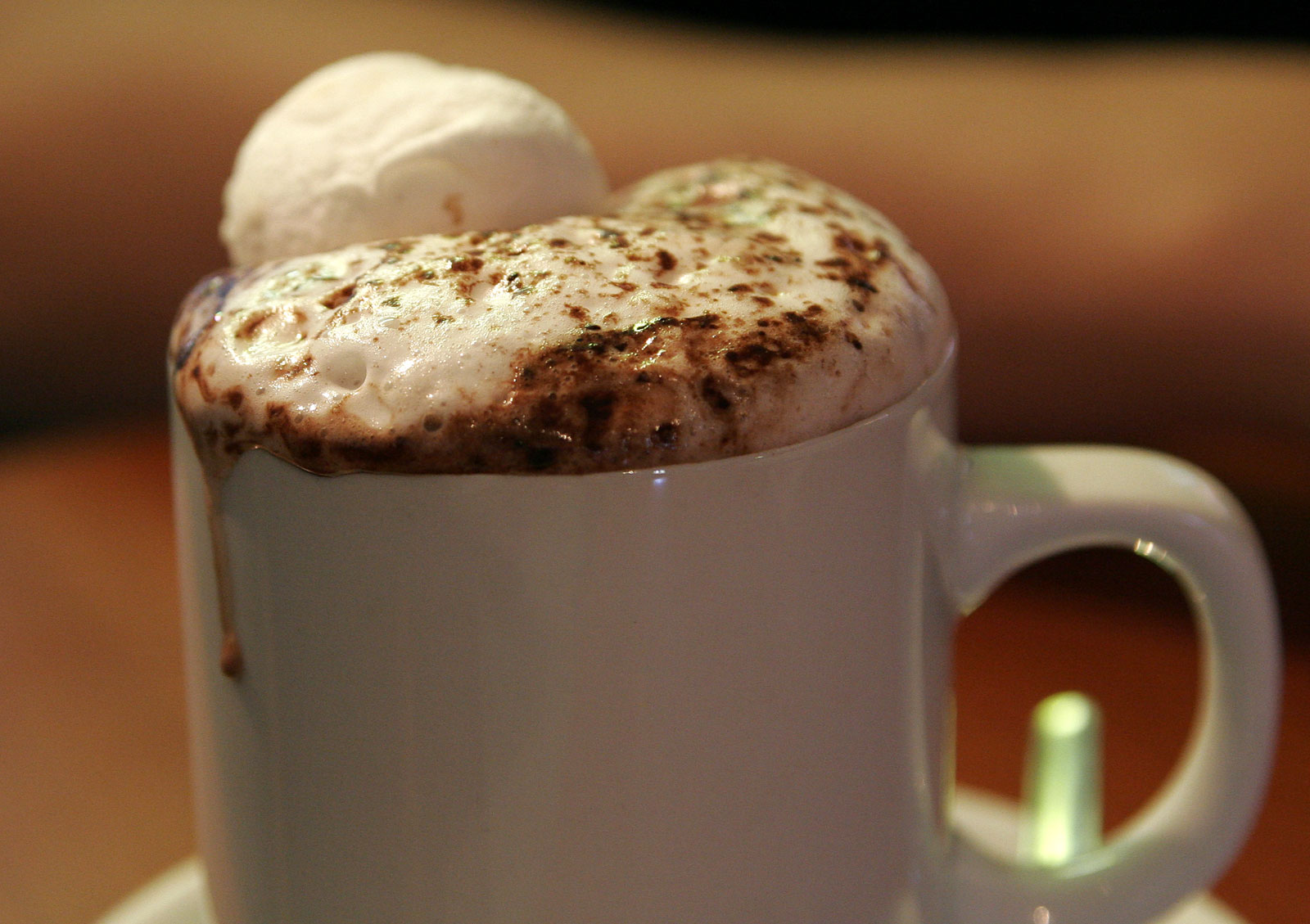
墨西哥阿兹特克印第安人发明了巧克力。在作为热巧克力这个饮料之前它是一种固体食物。
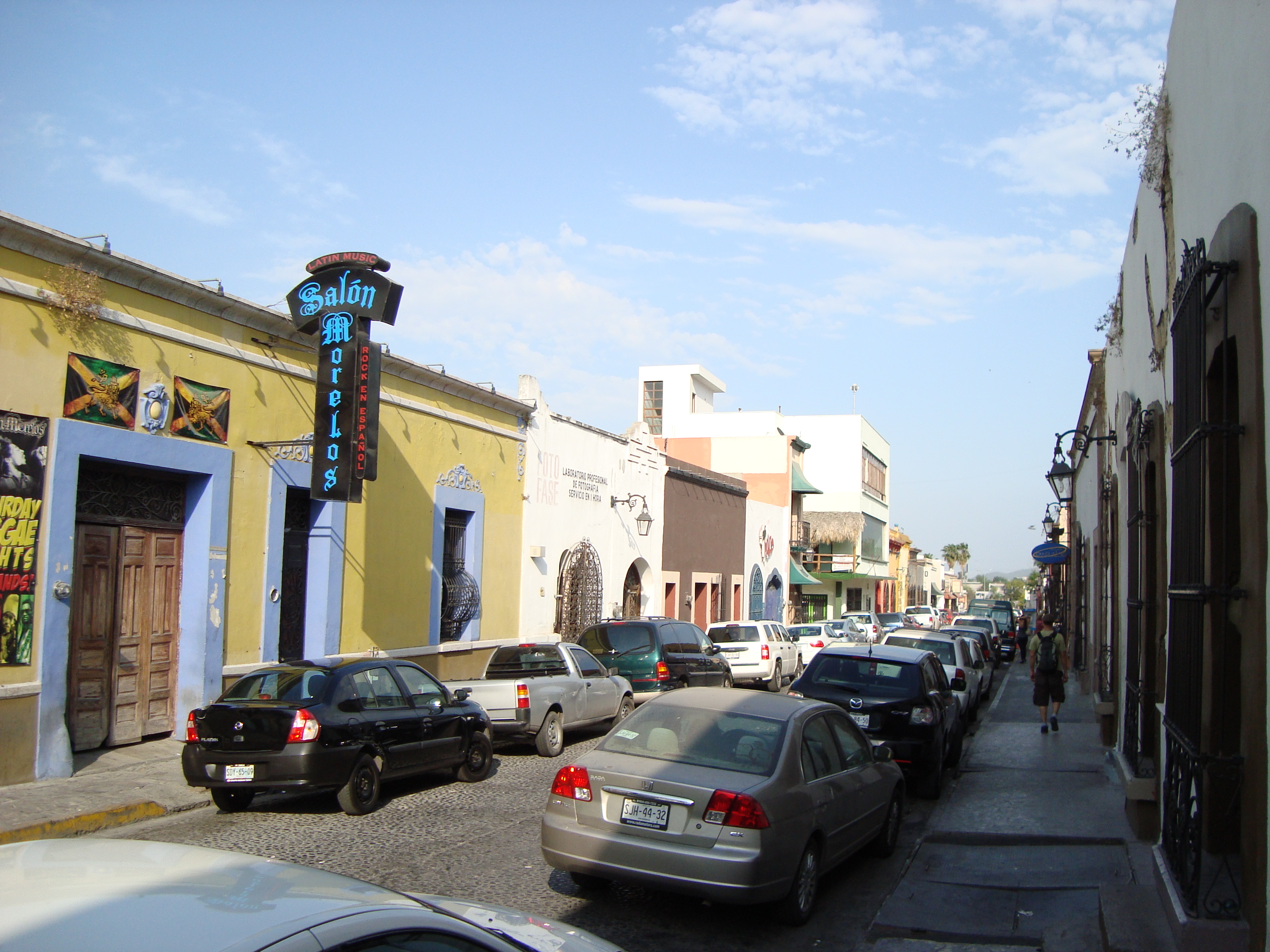
蒙特雷古城

## 延伸阅读
[在维基数据编辑]
 《清史稿/卷160》，出自趙爾巽《清史稿》